# Paraxerus alexandri
Paraxerus alexandri là một loài động vật có vú trong họ Sóc, bộ Gặm nhấm. Loài này được Thomas & Wroughton mô tả năm 1907.